# メットヴルスト

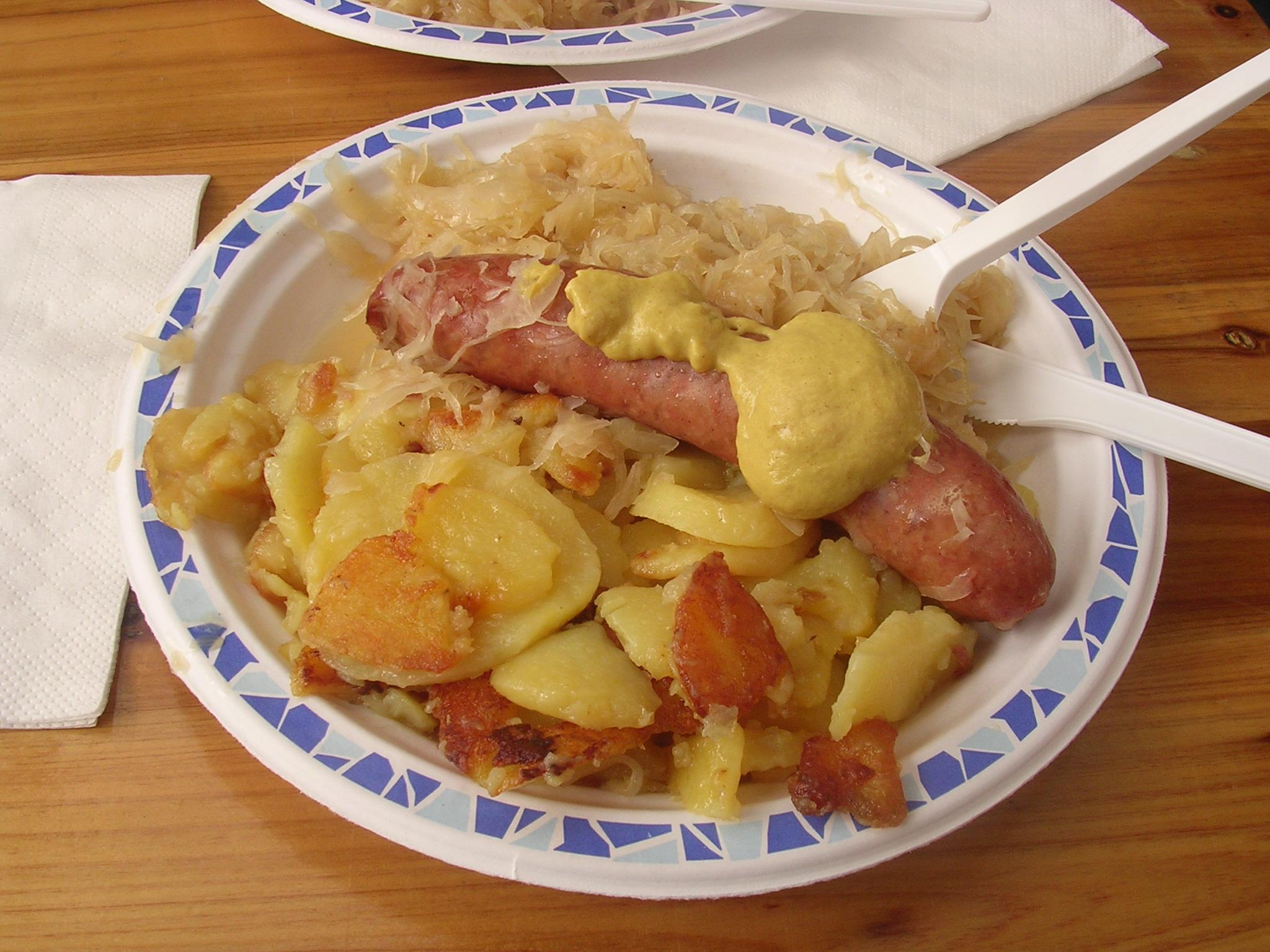
ザウアークラウトとジャガイモを添えたメットヴルスト

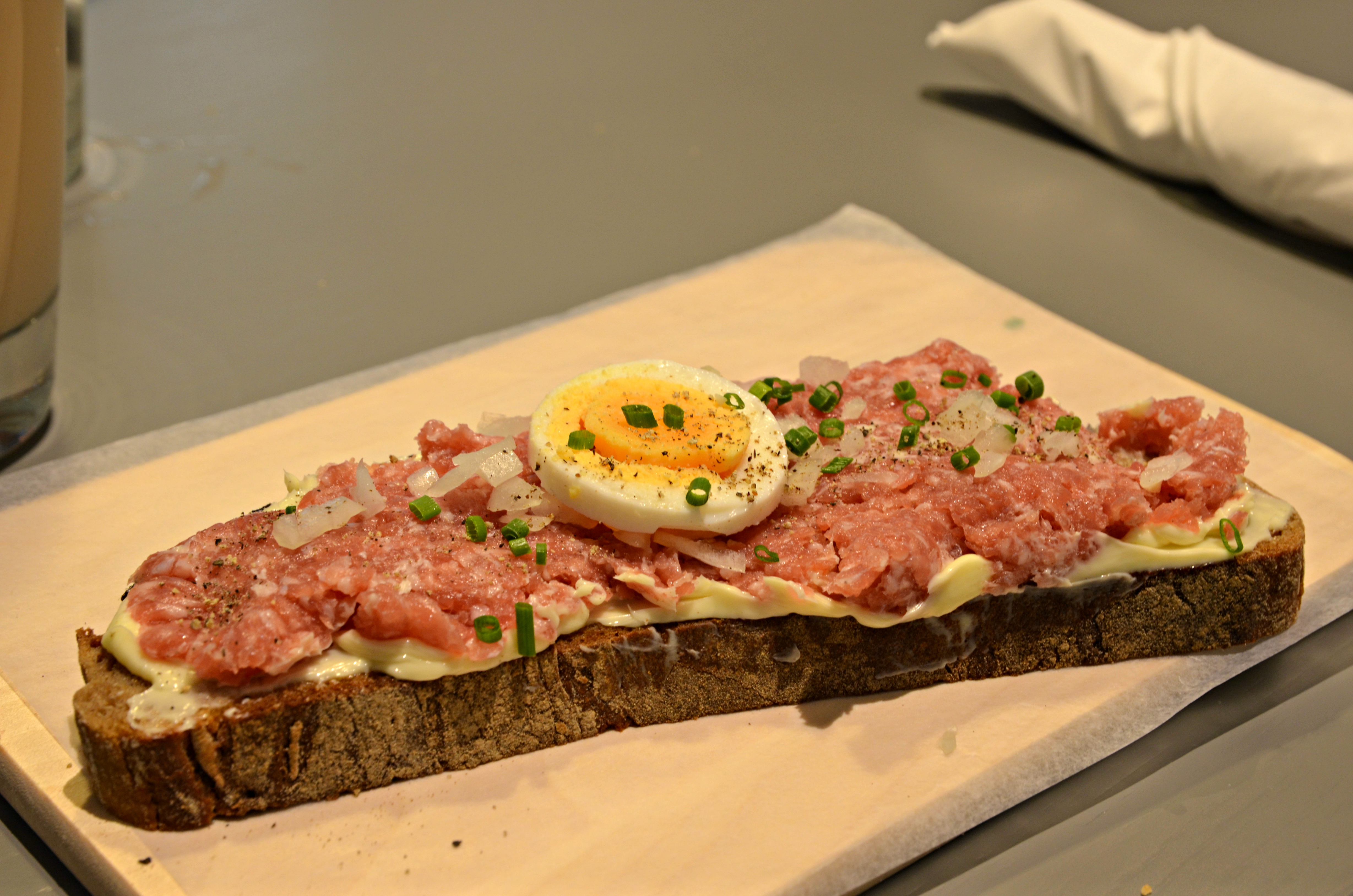
パンに塗った非加熱のメットヴルスト

メットヴルスト(ドイツ語：Mettwurst)は、つけ込んだり燻製したりして保存処理をほどこした生の豚挽肉、メットから作る、風味の強いドイツのソーセージである。これによく似たテーヴルストというやわらかいソーセージもあり、素材に茶（テー）が含まれないにもかかわらずテーヴルストと呼ばれる由来については諸説ある。ブラウンシュヴァイク風のメットヴルスト(Braunschweiger)はやや燻製をほどこしてあるが、それでもやわらかくてスプレッドとして塗ることができる。一方、北ドイツで食べられている他の類似するソーセージとしてはホルシュタイン風(Holsteiner)のものがあり、長期間燻製するため、よりかたくてサラミに近い。低地ドイツ語で'mett'という言葉は「脂身なしの肉あるいは豚挽肉」という意味であり、古ザクセン語で「食物」を意味する'meti'からきていて、英語の'meat'とも関連する。メットヴルストは煮たり、焼いたり、玉ねぎを添えて生のままライ麦パンにつけたりして食べられる。
南オーストラリア(例えばハーンドルフの街など)に多数ドイツ系移民が住んでいるため、メットヴルスト('metwurst'と綴ることもある)はとてもよく見かけるもので、北ドイツ風のやり方で作られる。学校給食やパーティの軽食によく用いられる。南オーストラリアでよく知られているブランドは、Mullers、Butch's Smallgoods、Linke's、Steiney's、Kalleske、Wintulich、 Barossa Fine Foodsなどである。
アメリカ合衆国では、メットヴルストはしばしばシンシナティと結びつけられ、名物料理と考えられている。 アイオワ州ミネオラの町はほぼシュレースヴィヒ＝ホルシュタイン州からの移民によって建てられたが、低地ドイツ語の方言で'Metvuss'と呼ばれる「ショーニング風」の冷燻製メットヴルストが毎年、伝統的な食事として提供される。
高品質で新鮮な材料を用いることは極めて重要であり、そうでないと微生物や毒素が発達しうる。1995年1月に23人の子どもが重症になり、ひとりが死亡したが、検視官によると、これは南オーストラリアのアデレードにあるGaribaldi Smallgoods Pty Ltd製造のニンニク入りメットヴルストを1995年1月20日に食べたためであることがわかった。
フィンランドのメートヴルスティ(meetvursti)はオランダのメトヴォルスト(metworst)やサラミに似ている。乾いていてかたく、強い風味で密度の濃いもので、コールドカットとしてパンにのせて食べる。